# Humanresourcesmanagement
Humanresourcesmanagement (Engels: human resource management, letterlijk "beheer van menselijke middelen"), afgekort 'hrm', is een veelgebruikte term die zoiets betekent als personeelsbeleid, (afdeling) 'personeelszaken', P&O of 'strategisch personeelsmanagement'. Vaak echter wordt humanresourcesmanagement gezien als een specifieke invulling van het personeelsbeleid.

## Uitgangspunten
Humanresourcemanagement is gebaseerd op een aantal uitgangspunten:
- Mensen vormen binnen een organisatie geen kostenpost, maar zijn activa. Een beter gebruik van de mogelijkheden van de medewerkers leidt tot betere prestaties van de organisatie;
- Personeelsbeleid (zoals het hire-and-firebeleid) is in eerste instantie een lijnverantwoordelijkheid (dat wil zeggen: een verantwoordelijkheid van het management), niet een verantwoordelijkheid van personeelsfunctionarissen;
- Er is sprake van een langetermijnvisie op personeelsbeleid;
- Personeelsinstrumenten moeten geïntegreerd worden toegepast. Werving en selectie, personeelsplanning, het opstellen van functieprofielen met bijbehorende competenties en opleidingsplannen staan in directe relatie tot elkaar;
- Strategisch beleid van de organisatie en personeelsbeleid beïnvloeden elkaar.
- Het systematisch beheren van personeel in een flexibele, open organisatie met oog voor veranderingen, op een zodanig motiverende en op de organisatie afgestemde wijze, dat het personeel zo veel mogelijk toegerust wordt met bagage die hun werk vorm en inhoud kan geven zonder veelvuldige inmenging van een leidinggevende.
- Kwalitatief en kwantitatief zorg dragen voor een goede personele bezetting om de doelstellingen van de organisatie op een adequate wijze te behalen, in zowel het heden als de toekomst.

## Evaluatiegesprekken en feedforward
Evaluatiegesprekken staan bij vele organisaties op de helling omdat ze voor zowel leidinggevende als medewerkers stress opleveren en ze contraproductief zijn voor de samenwerking. Als alternatief kunnen organisaties het feedforward gesprek overwegen. 
Het feedforward gesprek is gebaseerd op de principes van waarderend onderzoek. Dit is een methodiek die wordt ingezet bij organisatieveranderingen. Er wordt in het veranderingsproces intensief overlegd en gefocust op wat werkt in plaats van te focussen op wat fout gaat. In dit overleg neemt het waarderend interview een centrale plaats in, waarin men positieve ervaringen van medewerkers belicht om te ontdekken welke processen in de organisatie goed functioneren. Er wordt hierbij vertrokken van concrete succesverhalen waarin medewerkers op hun best waren. Vervolgens vraagt de interviewer door naar de faciliterende omstandigheden die ervoor hebben gezorgd dat mensen optimaal konden presteren.
Doordat bij het feedforward gesprek vertrokken wordt van de beste prestaties van medewerkers kunnen de medewerkers een positief beeld hebben van de competenties om nieuwe doelstellingen te bereiken. Daardoor is er meer kans dat de medewerkers hun gedrag aanpassen naar aanleiding van dit gesprek.
Belangrijk bij het feedforward gesprek is dat er vertrokken wordt vanuit een concrete situatie. In een eerste fase van het gesprek peilt de interviewer naar een situatie waarin de medewerker helemaal in zijn of haar element was op het werk. Deze situatie wordt verder uitgediept door actief luisteren en door doorvragen naar het hoogtepunt van de situatie en naar de persoonlijke beleving van dat moment. In een volgende fase van het gesprek peilt de interviewer naar de persoonlijke sleutel tot succes. Bijvoorbeeld wat waren de competenties van de medewerker die deze situatie hebben mogelijk gemaakt, maar ook wat waren mogelijke randvoorwaarden ervan. Bij de derde en laatste fase van het gesprek gaat de interviewer de feedforward vraag stellen. Aan de hand van doelstellingen in de toekomst wordt bekeken wat je kan leren uit de voorbije ervaring om een nieuwe succeservaring te faciliteren.

## Competentiemanagement
Competentiemanagement is sinds de jaren negentig in tal van organisaties een onderdeel geworden van het humanresourcemanagement en omvat het gebruik van competentieprofielen als basis voor meerdere HRM praktijken, zoals rekrutering, selectie, opleiding en ontwikkeling en beoordeling. Terwijl functiebeschrijvingen zich richten op "wat" nodig is voor effectieve prestaties, richten competentieprofielen zich op "hoe" effectieve prestaties kunnen worden bereikt. Net door competentieprofielen als basis voor tal van HRM praktijken te gebruiken zou de verticale en horizontale integratie van HRM praktijken kunnen aangepakt worden. Enerzijds reflecteren de gewenste (kern-)competenties de strategische richting die vervat zit in de organisatiedoelstellingen zodat de inzet van competenties kan fungeren als een bron van organisationeel succes (i.e., verticale integratie). Anderzijds vertolken diverse HRM praktijken consistente boodschappen over welk gedrag wenselijk is en beloond wordt (i.e., horizontale integratie).
Uit een systematische literatuurstudie blijkt dat competentieprofielen vaak maximaal 10 tot 20 competentie-eisen per persoon vervatten. Deze competentie-eisen kunnen gelinkt zijn met de functie die de persoon bekleedt en met bredere niveaus in de organisatie zoals het team of de organisatie. Verder hanteren organisaties vaak competentiewoordenboeken waarin de gewenste competenties in detail worden uitgeschreven met gedragsindicatoren om competenties meetbaar, observeerbaar en managebaar maakt op zo een ‘objectief’ mogelijke manier. Indien de inzet van competentiemanagement bouwt op een horizontale en verticale integratie, alsook op een effectieve implementatie door de leidinggevende en een match met de individuele noden van de medewerker, kan competentiemanagement leiden tot een positieve impact op welzijn en prestatie-uitkomsten. De inzet van people management competenties van de leidinggevende speelt hierbij een cruciale rol.

## Elementen van aandacht
De elementen waar HRM voortdurend aandacht aan moet besteden, zijn:
- Permanent leren. Veranderingen volgen elkaar snel op;
- Onderlinge samenwerking. Door middel van het instellen van kwaliteitskringen bevordert men de onderlinge samenwerking en ontwikkelt men collectieve verantwoordelijkheid;
- Versterken van de onderlinge betrokkenheid van de onderneming en het imago in de markt. Vertrouwen in het merk door middel van customerservice (klantenservice) is het concurrentiewapen van de onderneming;
- Het beschikbaar stellen van een set van actuele informatie in de vorm van HR Analytics, waardoor stuurinformatie voor de lijn continu beschikbaar is;
- Het opmaken en bepalen van werkroosters.

## Kritiek
De Vlaamse socioloog Rudi Laermans (1957) en cultuurfiloof Lieven De Cauter (1959) alsmede de Vlaamse cultuurdocent Karel Vanhaesebrouck (1978) schrijven:
Het is tekenend dat ook wikipedia hier een staaltje van managementjargon kritiekloos overneemt (heel wat termen van ons lexicon passeren dan ook de revue). Zelfs de hele presentatie in → bulletpoints straalt de geest uit van → managerialism. Dit soort proza leert eens te meer dat het managementjargon een gesloten discours is dat een nieuwe realiteit creëert en waarbinnen het kapitalisme het uitgangspunt vormt van een soort pseudowetenschap. De newspeak waarmee men ons om de oren slaat is hocus-pocus van deze nieuwe vorm van manipulatie en exploitatie van werknemers.